# العلاقات الإكوادورية الكازاخستانية
العلاقات الإكوادورية الكازاخستانية هي العلاقات الثنائية التي تجمع بين الإكوادور وكازاخستان.

## مقارنة بين البلدين
هذه مقارنة عامة ومرجعية للدولتين:
| وجه المقارنة                                              | الإكوادور                      | كازاخستان                      |
| --------------------------------------------------------- | ------------------------------ | ------------------------------ |
| المساحة (كم2)                                             | 283.56 ألف                     | 2.72 مليون                     |
| عدد السكان (نسمة)                                         | 16.62 مليون                    | 17.95 مليون                    |
| الكثافة السكانية (ن./كم²)                                 | 58.61                          | 6.6                            |
| العاصمة                                                   | كيتو                           | نور سلطان                      |
| اللغة الرسمية                                             | اللغة الإسبانية، كيشوا ‏، شوار ‏ | اللغة القازاقية، اللغة الروسية |
| العملة                                                    | دولار أمريكي، سوكري إكوادوري   | تينغ كازاخستاني                |
| الناتج المحلي الإجمالي (بليون دولار)                      | 103.06 مليار                   | 159.41 مليار                   |
| الناتج المحلي الإجمالي (تعادل القوة الشرائية) بليون دولار | 185.24 مليار                   | 439.39 مليار                   |
| الناتج المحلي الإجمالي الاسمي للفرد دولار أمريكي          | 6.21 ألف                       | 10.51 ألف                      |
| الناتج المحلي الإجمالي للفرد دولار أمريكي                 | 11.37 ألف                      | 24.23 ألف                      |
| مؤشر التنمية البشرية                                      | 0.746                          | 0.788                          |
| رمز المكالمات الدولي                                      | +593                           | +7                             |
| رمز الإنترنت                                              | .ec                            | .kz، .қаз ‏                     |
| المنطقة الزمنية                                           | 00                             | ت ع م+05:00، ت ع م+06:00       |

## منظمات دولية مشتركة
يشترك البلدان في عضوية مجموعة من المنظمات الدولية، منها:
| علم المنظمة | اسم المنظمة                        | تاريخ انضمام الإكوادور | تاريخ انضمام كازاخستان |
| ----------- | ---------------------------------- | ---------------------- | ---------------------- |
|             | الاتحاد البريدي العالمي            | ?                      | ?                      |
|             | يونسكو                             | 22 يناير 1947          | 22 مايو 1992           |
|             | البنك الدولي للإنشاء والتعمير      | 28 ديسمبر 1945         | 23 يوليو 1992          |
|             | وكالة ضمان الاستثمار متعدد الأطراف | 12 أبريل 1988          | 12 أغسطس 1993          |
|             | الاتحاد الدولي للاتصالات           | 17 أبريل 1920          | 23 فبراير 1993         |
|             | منظمة الشرطة الجنائية الدولية      | ?                      | ?                      |
|             | مؤسسة التمويل الدولية              | 20 يوليو 1956          | 30 سبتمبر 1993         |
|             | الأمم المتحدة                      | 21 ديسمبر 1945         | 2 مارس 1992            |
|             | مؤسسة التنمية الدولية              | 7 نوفمبر 1961          | 23 يوليو 1992          |
|             | الفريق المعني برصد الأرض           | ?                      | ?                      |
|             | منظمة حظر الأسلحة الكيميائية       | ?                      | ?                      |

## وصلات خارجية
- موقع وزارة الخارجية الإكوادورية
- موقع وزارة الخارجية الكازاخستانية